# Franz Muncker
Franz Muncker (Bayreuth, 1855. december 4. – München, 1926. szeptember 7.) német irodalomtörténetíró.

## Munkássága
Germanisztikai tanulmányait a müncheni Lajos–Miksa Egyetemen végezte, ahol 1879-től egyetemi magán-, majd 1890-től rendkívüli tanár volt. A német klasszikuskor irodalmának történetével foglalkozott és különösen Klopstock és Lessing munkásságának alapos méltatója. Nevezetesebb munkái, melyek mind az újabbkori német irodalom történetére vonatkoznak: Lessings persönliches und litterarisches Verhältniss zu Klopstock (1880); Johann Kaspar Lavater (1883); Friedrich Gottlieb Klopstock, Geschichte seines Lebens und seiner Schriften (fő műve, 1888) stb. A Lachmann-féle teljes Lessing-kiadásnak is Muncker rendezte sajtó alá a 3. kiadását 1886-tól. Sok alapos dolgozatot tett közzé folyóiratokban is. Megírta Lavater (1883), Rückert (1890) és Richard Wagner életrajzát (angol kiadás 1891); kiadta Schiller és Goethe levelezését (1893, 5. kiadás); kiadta továbbá Schiller és Humboldt levelezését (3. kiadás 1893); 1897-ben kiadta Immermann válogatott műveit. 